# Museu Nacional da Magna Grécia
O Museu Nacional da Magna Grécia (ou Museu Arqueológico Nacional de Régio da Calábria) é um dos mais importantes museus do mundo na área de arte da Magna Grécia, ficando apenas atrás do Museu de Berlim, embora possua também importantes coleções da Pré-história e de arte mais recente. Está instalado no Palácio Piacentini, em Régio da Calábria, Itália.

## História
O atual Museu Nacional nasceu em 1882, quando foi criado o Museu Cívico de Régio, que no ambiente de patriotismo entusiasta da época da Unificação Italiana recolheu objetos que enalteciam a longa herança cultural da cidade. Foi primeiro estabelecido no Palácio Arquiepiscopal, e compunha as seguintes seções:
- Etnologia
- Arte medieval
- Arte moderna
- Arte do Risorgimento
- Numismática

Em 1907, sob a direção de Paolo Orsi, foi instituída a Superintendência Arqueológica da Calábria, que passou a desenvolver um intenso programa de escavações nos principais sítios arqueológicos da região.
Depois do terremoto de 1908, que causou extensa destruição na cidade, Paolo Orsi propôs a reorganização das coleções públicas num grande Museu Nacional, o que de fato aconteceu, surgindo então o Museu Nacional da Magna Grécia. O prédio para abrigá-lo foi projetado por Marcello Piacentini, sendo inaugurado em 1941. Na II Guerra Mundial o museu foi fechado, e as coleções foram transferidas para locais seguros. Dez anos depois do conflito houve uma nova reorganização, e o acervo do antigo Museu Cívico foi incorporado ao Museu Nacional, reaberto em 1959.
Em 1962 foram criadas as seções de Pré-história, Proto-história e Locrense. Em 1969 foi a vez do surgimento do Lapidário e da Pinacoteca, ao passo que a de Numismática foi restabelecida em 1973. Com o achado dos célebres Bronzes de Riace, que contribuíram para tornar o museu mundialmente famoso, foi fundada em 1981 a seção de Arqueologia Submarina. Logo em seguida foram reorganizadas as seções das Colônias Jônicas e Tirrênicas e se disponibilizaram mais 40 salas de exposição. Está prevista para breve a reorganização das seções de Arte Medieval e Arte Moderna, para abrir espaço para outras coleções temáticas arqueológicas.
Com as multiplicação das pesquisas arqueológicas ao longo dos anos foi possível para o Museu Nacional estabelecer pequenos centros museais em diversas localidades onde as escavações trouxeram à luz lotes suficientes e significativos de peças, numa proposta de descentralização das coleções e incentivo ao desenvolvimento cultural dos locais de origem das peças.

### O Palácio Piacentini
Batizado com o nome de seu arquiteto Marcello Piacentini, suas obras iniciaram em 1932 e terminaram em 1941. O edifício tem uma volumetria maciça e monumental, em linhas sóbrias. Na fachada principal existem relevos decorativos que reproduzem antigas moedas de cidades da Magna Grécia. É considerado um dos projetos de museu mais significativos da Itália, graças às suas amplas janelas, que permitem farta iluminação natural, e à eficiente distribuição dos grandes espaços internos. Quando inaugurado apenas algumas salas estavam ocupadas, mas hoje todo o prédio é utilizado como espaço de exposição, com uma museografia cuidadosamente planejada.
No térreo estão colocadas as seções de Pré-história, Proto-história e parte da seção das Colônias Gregas. No primeiro piso estão a segunda parte das Colônias Gregas, Numismática, Roma e Bizâncio. No piso acima, a Pinacoteca Comunal, e no subsolo a seção de Arqueologia Submarina e outros itens em bronze e cerâmica.

## As coleções

### Pré-história e Proto-história
Recentemente reorganizadas segundo modernos critérios museológicos e didáticos, estas seções apresentam salas com reconstruções de vários ambientes antigos e uma grande riqueza de achados dos primeiros tempos de ocupação humana na região da Calábria. As peças mais antigas datam do Paleolítico inferior (c. 600 mil anos antes de Cristo), encontrados em Casella di Maida.
Logo à entrada estão montados grandes painéis ilustrando cenas da vida daqueles povos ancestrais, e outro com uma reprodução do Bos Primigenius, uma figura de bovino datada de 11 mil anos atrás, cujo original está in situ em Papasidero, sendo considerada uma das representações zoomórficas mais importantes do Paleolítico em toda a bacia do Mediterrâneo. Junto desta reprodução estão as reconstruções de tumbas da mesma época. Adiante são expostos itens originais em vitrines, que ilustram a vida no Neolítico, com vasos, ornamentos, taças, espadas e fíbulas, escavadas em localidades como Praia a Mare, Torre Galli, Santa Domenica di Ricadi, Roccella Ionica, Amendolara e Cassano allo Ionio.

### Colônias da Magna Grécia

#### Lócris Epicefíria

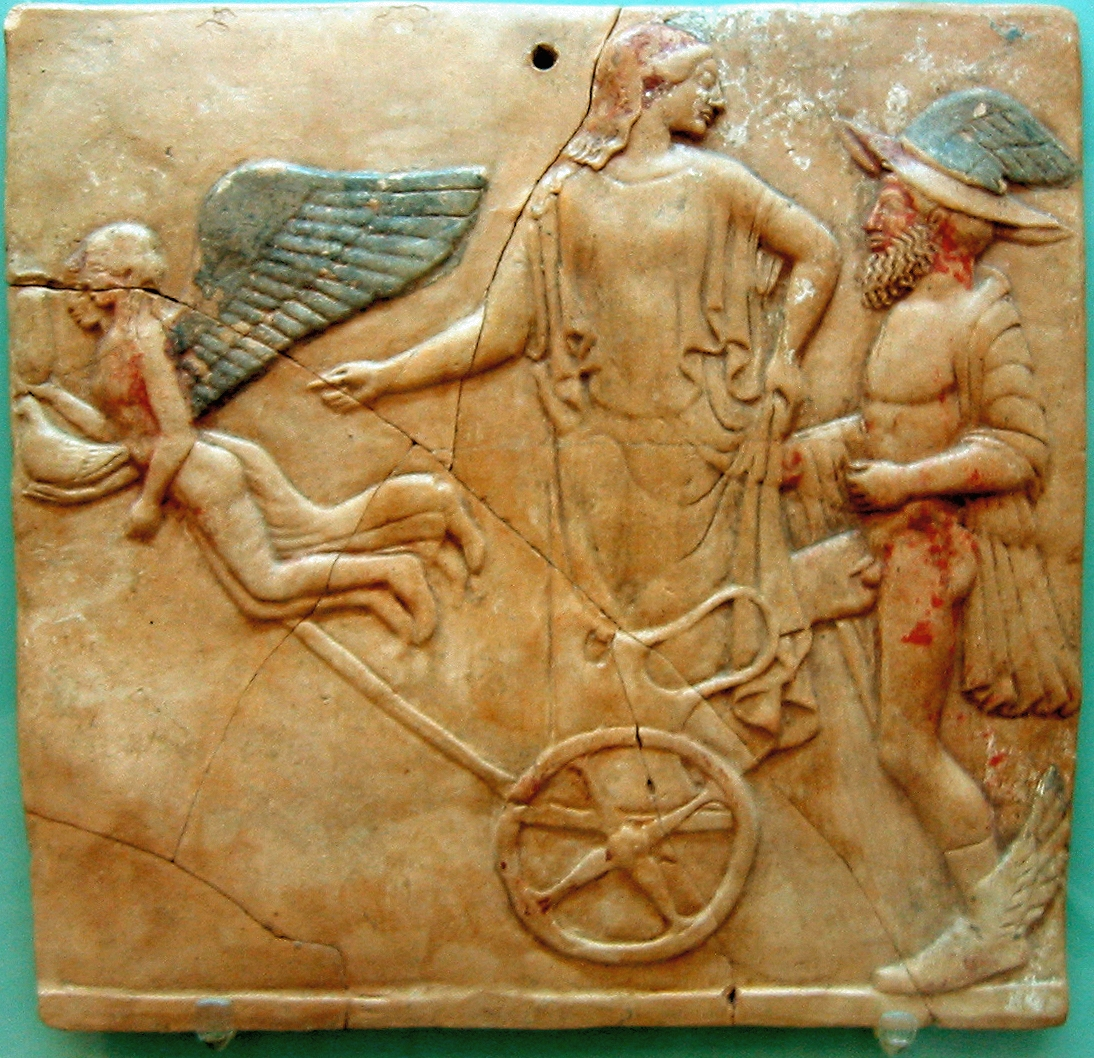
Pinax de Eros, Hermes e Afrodite

Uma importante cidade que se tornou famosa por adotar a sucessão unicamente matrilinear e um dos primeiros códigos de leis escritas. O material dali oriundo consiste peças encontradas em grandes necrópoles, como altares domésticos, espelhos em bronze e vasos para cosméticos e bálsamos.
Na seqüência estão expostos achados na Colina de Manella, onde existia o mais célebre templo de Perséfone da Magna Grécia, como uma cabeça dourada, vasos em forma de Mênades e de lebres, além de máscaras. Do templo da Casa Marafioti vieram fragmentos zoomórficos de decoração arquitetural e grupos de figuras humanas. Especialmente atraente é a grande coleção de pinakes, pequenos quadros votivos de cerâmica em relevo, oferecidos a Perséfone e depois descartados, tendo sido encontrados todos muito fragmentados.
No arquivo do Templo de Zeus foram encontradas uma série de placas inscritas, registrando os tributos devidos pela cidade ao templo. Uma sala é dedicada aos achados na Contrada Marasà, uma área no interior das muralhas onde havia dois templos, um deles votado aos Dióscuros. Do frontão deste templo é o Grupo dos Dióscuros, uma das peças importantes desta seção. Outras peças ali encontradas são uma estátua de jovem apeando de um cavalo com a ajuda de um tritão, e uma Vitória ou Ninfa marinha.

#### Régio

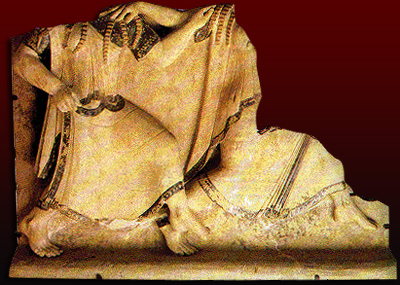
O Relevo Griso-Laboccetta

Régio (em grego: Ῥήγιον; romaniz.: Rhegion) é o nome antigo da atual Régio da Calábria, e quase todo o material exposto nas salas dedicadas à antiga colônia grega foi encontrado na moderna área urbana, incluindo o terreno onde foi erguido o museu. A datação e identificação de muitos itens é complicada pela ininterrupta ocupação da área desde a antiguidade, com alterações profundas nos estratos arqueológicos, confusão agravada pelos três grandes terremotos que ocorreram ali. Seja como for a coleção reunida é de grande importância, e algumas áreas se mostraram especialmente ricas em achados.
A área sagrada de Griso-Laboccetta era uma das mais importantes da colônia, hoje no centro da cidade. Foram encontradas estatuetas femininas, vasos e relevos, dentre os quais o Relevo Griso-Laboccetta é um dos mais notáveis, representando duas dançarinas ainda com a policromia preservada.
Outros distritos da cidade trouxeram à luz ânforas, estatuetas, vasos, crateras, pratos, taças, outros pinakes, e elementos arquiteturais em terracota, técnica decorativa muito comum na região. Fora dos muros da cidade foram encontradas uma fina taça de vidro decorada com cenas de caça em ouro, peças de joalheria e talheres em prata. Uma das estátuas mais importantes escavadas recentemente na área urbana é o Kouros de Régio, em mármore de Paros datado do século VI a.C.

#### Metauros
Uma das colônias menores na margem do mar Tirreno, fundada no século VII a.C., no local onde hoje está a moderna Gioia Tauro. Ali foram encontradas cerca de 2500 tumbas esparsas e uma grande necrópole, que forneceram muitos dados sobre a cultura e comércio da cidade, que se caracterizava por uma mescla de elementos gregos e outros autóctones. Foram resgatadas grandes ânforas de óleo e vinho, e vasos pintados provenientes de centros de produção em Corinto, Rodes, Samos, Eubeia e Ática.

#### Medma, Hipônio e Laos
Nas proximidades respectivamente das atuais Rosarno, Vibo Valentia e Marcellina, as pequenas colônias de Medma, Hipônio e Laos foram fundadas as primeiras entre 650 e 600 a.C., e dali vieram estatuetas votivas e espelhos em bronze. A última, Laos, nasceu no século IV a.C., e na década de 1960 foi encontrada ali uma tumba com armaduras ornamentais, um diadema em ouro e vasos em terracota de vários tamanhos e formas.

#### Cáulon

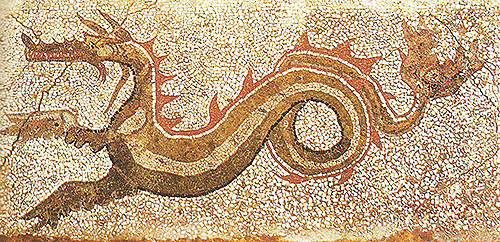
Mosaico de Cáulon

Localizada perto de Monasterace, durante algum tempo foi independente, cunhando sua própria moeda. Lá foi escavado um templo na Colina da Passoliera, parte do qual está reconstruído no museu com materiais originais, e nos arredores foram encontrados ainda uma rica variedade de objetos, como estatuária, terracotas, figuras de animais com função mágica e relevos. Particularmente interessantes são as peças trazidas de uma tumba, com um belo vaso em bronze decorado com mosaicos, uma fíbula de prata, muitos vasos de verniz negro e sobretudo um piso de mosaico com a figura de um dragão.

#### Crimissa
Desta colônia, vizinha da moderna Cirò Marina, vieram objetos encontrados no templo de Apolo Alaios, "aquele que afugenta o mal", onde segundo a lenda o herói da Guerra de Troia Filotetes depositou seu arco e flechas, buscando a paz. A sala dedicada à colônia é dominada por uma magnífica cabeça de Apolo, obra do escultor Pitágoras de Régio.

### Numismática

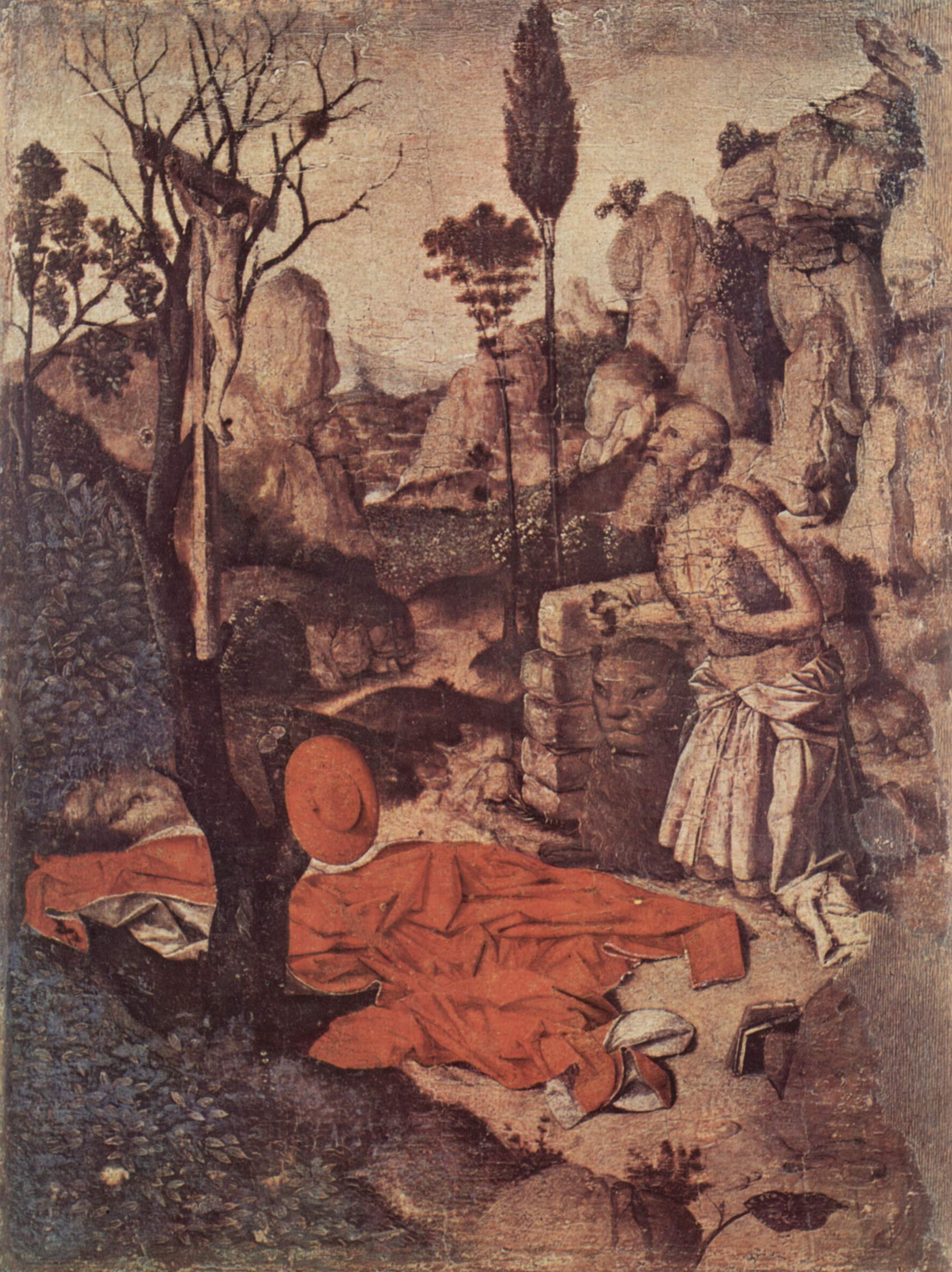
Antonello da Messina: São Jerônimo penitente

Na sala de numismática são expostas grandes quantidades de moedas de várias procedências na Magna Grécia. Algumas estão expostas sistematicamente, enquanto outras são apresentadas na forma em que foram encontradas, em cofres e outros recipientes, reconstituindo os tesouros dos sítios arqueológicos. Destes tesouros o mais importante é o de Vito Superiore, que continha 134 moedas de prata de Régio, Agrigento, Gela, Catânia, Siracusa, Messina, Corinto, Atenas, Leontinos, e Terina.

### Roma e Bizâncio
Esta seção atualmente ainda se encontra em processo de organização, mas possui vasos farmacêuticos da famosa manufatura de Castelli d'Abruzzo, uma pia batismal do século IV e diversos objetos religiosos como cruzes, relicários e medalhões.

### Pinacoteca Cívica
A seção de pinturas do museu possui algumas obras-primas de autores renascentistas e barrocos, como o São Jerônimo penitente, de Antonello da Messina, A volta do filho pródigo, de Mattia Preti, e Cristo e a mulher adúltera, de Luca Giordano. Também há uma seção de pintura do século XIX de autores regionais.

### Arqueologia submarina

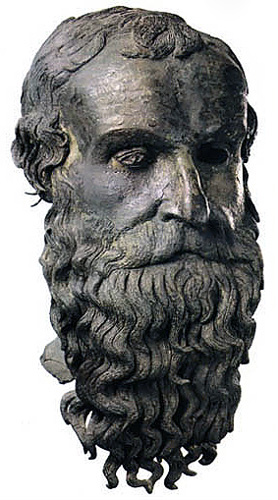
A Cabeça de Filósofo

Organizada a partir do achado dos célebres Bronzes de Riace, reuniu também objetos que o museu já possuía em depósito e que haviam sido encontrados sob o mar, dispersos ou em naufrágios. Nas primeiras salas são expostas ânforas gregas, púnicas e romanas e fragmentos de estatuária. A seguir foi criado um ambiente especial para apresentação de um muito importante grupo de obras que testemunham a evolução da arte grega tanto nas colônias como na metrópole, os Bronzes de Porticello e os Bronzes de Riace, finos e raríssimos remanescentes originais da estatuária grega em bronze.
- Os Bronzes de Porticello

Foram encontrados em 1969 por pescadores ao norte da Villa San Giovanni, em Porticello, e logo o espólio se dispersou. Quando a Superintendência de Régio interveio, ainda pôde resgatar algumas ânforas e alguns fragmentos de estátuas em bronze de tamanho natural, sendo dois flancos de personagens nus e uma cabeça de velho barbado, chamada de Cabeça de Filósofo. Anos depois foi encontrada outra cabeça em Basileia, na Suíça, proveniente do mesmo local e subtraída das autoridades na ocasião, sendo devolvida ao museu em 1993.
- Os Bronzes de Riace

Em 16 de agosto de 1972 foram encontradas duas estátuas, sob o mar ao largo de Riace, duas obras-primas comparáveis ao Auriga de Delfos e ao Deus do Cabo Artemísio em importância e raridade. A estátua A, O Jovem, originalmente devia segurar um escudo e lança, hoje resta a figura humana apenas. A estátua B, chamada de O Velho, possui as mesmas características da outra, embora aparente mais idade.